# Xestia haematodes
Xestia haematodes är en fjärilsart som beskrevs av Wolfgang Dierl 1984. Xestia haematodes ingår i släktet Xestia och familjen nattflyn. Inga underarter finns listade i Catalogue of Life.